# Municipio de Boone (Dakota del Norte)
El municipio de Boone (en inglés: Boone Township) es un municipio ubicado en el condado de Sheridan en el estado estadounidense de Dakota del Norte. En el año 2010 tenía una población de 16 habitantes y una densidad poblacional de 0,17 personas por km².

## Geografía
El municipio de Boone se encuentra ubicado en las coordenadas 47°32′41″N 100°5′11″O / 47.54472, -100.08639. Según la Oficina del Censo de los Estados Unidos, el municipio tiene una superficie total de 93.02 km², de la cual 91,34 km² corresponden a tierra firme y (1,81 %) 1,68 km² es agua.

## Demografía
Según el censo de 2010, había 16 personas residiendo en el municipio de Boone. La densidad de población era de 0,17 hab./km². De los 16 habitantes, el municipio de Boone estaba compuesto por el 100 % blancos. Del total de la población el 0 % eran hispanos o latinos de cualquier raza.